# Пнів'є
Пнів'є (інші назви — Пневе, Пнев'є) — хребет у масиві Гриняви (Українські Карпати). Розташований у південній частині Верховинського району Івано-Франківської області. 
Довжина хребта бл. 33 км, максимальна висота — 1610 м (гора Погребина). 
Пнів'є — найбільший і наймасивніший хребет Гринявських гір. Він простягається з північного заходу на південний схід, від місця впадіння у Чорний Черемош потоку Датницький (на південь від села Явірник) до верхньої течії Білого Черемошу, що утворюється при злитті Перкалабу і Сарати. Долини потоків Прилука, що впадає у Чорний Черемош, та Москотина, що впадає у Перкалаб, відділяють Пнев'є (і весь Гринявський масив) від хребта Прилучного, який є відногою Чивчинського масиву. 
Лінія хребта Пнів'є звивиста (зиґзаґоподібна). Його південно-західні схили короткі та круті, спускається у долину Чорного Черемошу; вони неглибоко розчленовані короткими притоками. Північно-східні схили пологі, місцями переходять у сусідні хребти: Ватонарка, Озирнинський та інші. Вздовж верхньої лінії хребта (майже по всій його довжині) простягаються розлогі полонини. 
На хребті Пнев'є розташовані найвищі вершини Гринявських гір: Масний Присліп (1581 м), Баба Людова (1590 м), Тарниця (1553,2 м), Гаїччина (1572 м), Пневі (1586 м), Гостів (1582 м).